# 채시라
채시라(蔡時那, 1968년 6월 25일~)는 대한민국의 배우이다.
1982년부터 잡지 표지 모델로 활동하다가 1983년 오리온 다이제스티브 CF의 모델로 데뷔하여 1984년 롯데 가나 초콜릿 CF 모델이 되면서 이름을 알렸다. 본격적인 연기에 나선 건 1985년 KBS2 드라마 《고교생 일기》로 하이틴 스타로 급부상하여 모델과 배우로서 1980년대 중후반 하희라, 김혜수, 이상아 등과 활발하게 활동하였다.
대표작은 1991년 MBC 드라마 《여명의 눈동자》로, 이 작품을 통해 연기력이 공인되었고, 톱 배우로서 자리를 굳힐 수 있었다.《여명의 눈동자》에서 미군정에서 정신노동자로 일하던 여옥이 타자기로 작성한 문서를 남로당원인 청소노동자를 통해 빼돌리는 장면을 보면, 수동식 타자기로 타자를 치는 노동을 막힘없이 해내고 있다. 채시라 씨는 드라마 한 장면을 위해 타자기를 배우는 노력을 한 것이다.
이후 《아들과 딸》(1992년), 《서울의 달》(1994년) 등에서 좋은 연기력을 펼치며 많은 사랑을 받았고, 1998년 KBS 대하드라마 《왕과 비》에서 야망을 가지고 아들을 왕으로 만든 정치가 소혜왕후(인수대비) 역을 맡아 사극 연기에도 모자람이 없는 배우로 우뚝 섰다. 2004년 역사드라마이자  KBS2 HD 특별기획드라마인 《해신》 에서도 당당하고 꾀도 많은 여장부인 자미부인 역할을 맡아 절제된 연기로써 활약하였다. 
이후 대하 사극 드라마에서 강렬하고 절도 있는 역할을 주로 맡았는데, 2009년 KBS 대하드라마 《천추태후》에서는 우여곡절 끝에 아들을 군왕에 올려 왕태후 자리에 앉아 국방과 정치에 전력을 다한 헌애왕후를 연기하였다. 2011년 드라마 《인수대비》에서는 《왕과 비》(1998년)에 이어 13년 만에 똑같은 배역인 소혜왕후(인수대비) 역할을 연기하였다. SBS 《다섯 손가락》 이후 약 2년 만인 2015년 KBS 수목드라마 《착하지 않은 여자들》로 배우 활동을 재개하였다.
또한 채시라는 철저한 본인 위주의 작품이 아니면 조연,우정출연,까메오조차하지 않는걸로 유명하다
2000년 3월 가수 김태욱(金泰昱)과 결혼하여 슬하에 아들 김채민(金蔡珉)과 딸 김채니(金蔡柅)를 두고 있다. 배우로서의 활동 외에도 배우자 김태욱과 함께 수년 간 여성가족부 행복한가족 홍보 대사, 사랑의열매 홍보 대사 활동을 하며 사회 공헌에 힘썼다. 교황 프란치스코 내한 홍보 대사, 영화 바티칸뮤지엄 주연, 다큐멘터리 내레이션 등 다양한 활동을 펼쳤다.

## 학력
- 서울용두국민학교 졸업
- 숭인여자중학교 졸업
- 대원여자고등학교 졸업[6]
- 동국대학교 예술대학 연극영화학과 졸업

## 경력

### 홍보대사
- 《유니세프 모유수유 홍보대사》
- 1993년~ 《대전엑스포 명예 도우미》
- 1998년~ 《사회복지 공동모금회 사랑의 열매》
- 2005년~ 《해양수산부 바다 홍보대사》
- 2007년 4월~ 《서울특별시 강남구》
- 2009년 10월~ 《한국국궁문화협회 소속》
- 2010년 2월~ 《사회복지 공동모금회 홍보대사》
- 2011년 5월~ 《행복한 가족 명예 홍보대사》
- 2012년 5월~ 《가족 홍보대사》
- 2012년 6월~ 《제주관광 홍보대사》
- 2013년 5월~ 《가족 홍보대사》
- 2013년 10월~ 《영국 홍보대사》
- 2014년 8월~ 《프란치스코 교황 방한 홍보대사》
- 2017년 7월~ 《제4회 가톨릭영화제 홍보대사》
- 2024년 10월~ 《제45회 서울무용제 홍보대사》

## 출연 작품

### TV 드라마
- 1985년 KBS 청소년드라마 《고교생 일기》
- 1986년 KBS 대하드라마 《이화에 월백하고》
- 1987년 KBS 일일연속사극 《꼬치미》 ... 연실 역
- 1988년 MBC 단막극 《베스트셀러극장 - 샴푸의 요정》 ... 애리 역
- 1989년 MBC 특별기획드라마 《조선왕조 오백년 - 파문》 ... 윤보배 역
- 1989년 MBC 미니시리즈 《거인》 ... 서경주 역
- 1989년 MBC드라마 《아담의 초상》
- 1990년 MBC 설특집드라마 《각시방에 사랑 열렸네》 ... 지은 역
- 1990년 MBC 청춘드라마 《우리들의 천국》 ... 안순옥 역
- 1990년 MBC 2부작드라마 《두 권의 일기》 ... 미희 역
- 1990년 MBC 특별기획드라마 《조선왕조 오백년 - 대원군》 ... 숙의 금성 범씨 역
- 1991년 MBC 창사30주년 특별기획 《여명의 눈동자》 ... 윤여옥 역
- 1992년 MBC 주말연속극 《아들과 딸》 ... 안미현 역
- 1993년 MBC 특별기획드라마 《파일럿》 ... 노혜란 역
- 1994년 MBC 주말연속극 《서울의 달》 ... 차영숙 역
- 1994년 MBC 단막극 《베스트극장 - 완벽한 남자를 만나는 일에 관하여》 ... 금주 역
- 1994년 MBC 수목드라마 《아들의 여자》 ... 김채원 역
- 1995년 MBC 미니시리즈 《호텔》
- 1995년 MBC 8.15특집극 《최승희》 ... 무용수인 최승희 역
- 1995년 MBC 주말연속극 《아파트》 ... 나홍두 역
- 1996년 MBC 특별기획드라마 《위험한 사랑》 ... 장윤주 역
- 1996년 MBC 수목드라마 《미망》 ... 전태임 역
- 1997년 MBC 수목드라마 《영웅신화》 ... 최하영 역
- 1998년 KBS2 주말연속극 《야망의 전설》 ... 김인애 역
- 1998년 KBS1 대하드라마 《왕과 비》 ... 인수대비 역
- 1999년 KBS1 일일연속극 《사람의 집》 ... 심말희 역
- 2000년 SBS 드라마스페셜 《여자만세》 ... 김다영 역
- 2002년 MBC 주말연속극 《맹가네 전성시대》 ... 맹금자 역
- 2004년 KBS2 주말연속극 《애정의 조건》 ... 강금파 역
- 2004년 KBS2 HD 특별기획드라마 《해신》 ... 자미부인 역
- 2006년 KBS2 수목드라마 《투명인간 최장수》 ... 오소영 역
- 2009년 KBS2 대하드라마 《천추태후》 ... 헌애왕후(천추태후) 역
- 2011년 JTBC 대하드라마 《인수대비》 ... 인수대비 역
- 2012년 SBS 주말 특별기획 《다섯 손가락》 ... 채영랑 역
- 2015년 KBS2 수목드라마 《착하지 않은 여자들》 ... 김현숙 역
- 2018년 MBC 특별기획 주말드라마 《이별이 떠났다》 ... 서영희 역
- 2019년 MBC 수목드라마 《더 뱅커》 ... 한수지 역

### 영화
- 1995년 《돌아온 영웅 홍길동》 ... 곱단이 목소리 역
- 1995년 《네온 속으로 노을지다》 ... 이상민 역
- 1995년 《말미잘》
- 1996년 《노틀담의 꼽추》 ... 에스메랄다 더빙 목소리 역
- 2011년 《써니》 ... 과거사진 특별출연
- 2015년 《바티칸 뮤지엄》 ... 내레이션 한국어 더빙
- 2016년 《물숨》 ... 예고편 내레이션

### 방송 MC
- 1998년 KBS 2TV 채시라의 세레나데
- 1999년 KBS 1TV 채시라의 토요객석
- 2023년 KBS 2TV 당신의 KBS 우리의 50년
- 2024년 TV CHOSUN 기부는 과학이다

### 광고
- 1984년 ~ 1988년 롯데제과 (가나 초콜릿, 가나300, 엔죠이 초코바, 쌈지바, 흑설탕바, 롱런바, 칸쵸, 스파우트껌, 밤맛바, 마가렛트, 팥빙고, 우등생, 하비스트, 찰떡아이스, 꼬깔콘, 죠스바, 리치 비스켓, 샤르망, 까미로, 아차차, 아이스 꼭지, 스크류바, 메르씨 크랙카, 에뜨랑제, 크림파이, 비엔나 아이스크림, 코코아 파이, 에어초코, 캘리포니아 롯데 아몬드, 월드콘, 비얀코, 하비스트, 빼빼로)
- 1985년 애경 애경 폰즈 콜드 크림
- 1991년 동산C&G 다이알플러스
- 1992년 기아자동차 세피아
- 1994년 유한킴벌리 크리넥스
- 1994년 HBS 현대방송홍보영상
- 1995년 롯데칠성음료 (이브, 오렌지 캐럿 주스)
- 온세텔레콤 신비로샤크 시외전화 국제전화008
- 동서가구 컨셉트가구
- 금강제화 금강제화상품권
- 평안섬유 PAT (with 김태욱)
- 파리바게트
- 삼성전자 하우젠
- 코리아나 화장품 (국내 화장품 최장수 모델, 1991년 12월 ~ 2006년[7])
- 신원에벤에셀 베스띠벨리
- SK텔레콤 스피드 011 프리 할리데이, 스피드 011 프리 에브리데이
- 삼성전자 그린컴퓨터,그린컴퓨터2
- 동원F&B 해조미인
- 농심 생생라면
- 대림산업 대림e-편한세상
- 대성쎌틱에너시스 대성쎌틱보일러
- 금강제화 르느와르
- 부방테크론 리홈
- 코니카필름
- 펜타포토개발 펜타포트
- 애경산업 (퍼펙트, 하나로 샴푸, 파란 하늘)
- 여성가족부 성범죄자알림e 빨간모자편
- 예지미인 (2016~)

### 텔레비전 프로그램
- 2000년 3월 18일 - KBS 2TV 《이소라의 프로포즈》 - 가수 김태욱과 함께 출연
- 2001년 11월 5일 - KBS 2TV 《생방송 톡톡 이브닝》 - 가수 김태욱과 함께 출연
- 2004년 7월 5일 - MBC TV 《전파견문록》 - 가수 김태욱, 주영훈, 배우 최강희, 박광현, 개그맨 이윤석, 방송인 이경규와 함께 여름특집 제2탄으로 출연
- 2006년 - MBC TV 《MBC 스페셜 휴먼다큐 사랑》 ... 내레이션
- 2010년 - MBC TV 《MBC 스페셜 승가원의 천사들》 ... 내레이션
- 2011년 2월 6일 - KBS 2TV 《다큐멘터리 3일 행복한 마음 여행 - 백담사 템플스테이의 72시간》 - 185회 내레이션
- 2013년 11월 3일 ~ 2014년 5월 18일 - KBS 2TV 《해피선데이 - 슈퍼맨이 돌아왔다》 내레이션
- 2014년 8월 10일, 2014년 8월 18일 MBC TV 《MBC 스페셜》 637회, 639회 : 교황 방한 특집 제1부 '파파! 프란치스코' / 제2부 '교황의 길' - 내레이션
- 2024년 3월 24일 TV CHOSUN 《송승환의 초대》 - 1회 게스트
- 2024년 7월 6일 JTBC 특집 다큐 나의 달콤한 초콜릿 이야기

### 라디오 프로그램
- 2014년 EBS FM 《EBS 책 읽는 라디오 낭독 시리즈》

## 수상 내역

### 수상 및 후보
| 연도 | 시상식                         | 부문                               | 작품                         | 결과 |
| ---- | ------------------------------ | ---------------------------------- | ---------------------------- | ---- |
| 1989 | MBC 연기대상                   | 여자 우수연기상                    | 조선왕조 오백년 - 파문, 거인 | 후보 |
| 1990 | 제26회 백상예술대상            | TV부문 여자 신인연기상             | 거인                         | 수상 |
| 1991 | MBC 방송대상                   | 여자 최우수연기상                  | 여명의 눈동자                | 수상 |
| 1992 | 제28회 백상예술대상            | TV부문 여자 최우수연기상           | 여명의 눈동자                | 수상 |
| 1993 | MBC 방송대상                   | 여자 최우수연기상                  | 아들과 딸, 파일럿            | 수상 |
| 1994 | MBC 방송대상                   | 대상                               | 서울의 달                    | 수상 |
| 1995 | 제7회 한국방송프로듀서상       | 탤런트상                           | 서울의 달                    | 수상 |
| 1995 | 제31회 백상예술대상            | TV부문 여자 최우수연기상           | 아들의 여자                  | 후보 |
| 1995 | 제31회 백상예술대상            | TV부문 인기상                      | 아들의 여자                  | 수상 |
| 1995 | MBC 연기대상                   | 대상                               | 아들의 여자                  | 수상 |
| 1995 | TV저널 올해의 스타상           | 탤런트부문 최우수상                | 아들의 여자                  | 수상 |
| 1998 | KBS 연기대상                   | 여자 최우수연기상                  | 야망의 전설                  | 수상 |
| 1999 | KBS 연기대상                   | 여자 최우수연기상                  | 왕과 비, 사람의 집           | 후보 |
| 1999 | KBS 연기대상                   | 대상                               | 왕과 비, 사람의 집           | 수상 |
| 2000 | 제36회 백상예술대상            | TV부문 여자 최우수연기상           | 왕과 비, 사람의 집           | 후보 |
| 2000 | SBS 연기대상                   | 여자 최우수연기상                  | 여자만세                     | 수상 |
| 2004 | KBS 연기대상                   | 여자 최우수연기상                  | 애정의 조건, 해신            | 수상 |
| 2005 | KBS 연기대상                   | 여자 최우수연기상                  | 해신                         | 후보 |
| 2006 | KBS 연기대상                   | 여자 최우수연기상                  | 투명인간 최장수              | 후보 |
| 2009 | KBS 연기대상                   | 장편드라마부문 여자 우수연기상     | 천추태후                     | 후보 |
| 2009 | KBS 연기대상                   | 여자 최우수연기상                  | 천추태후                     | 수상 |
| 2009 | KBS 연기대상                   | 대상                               | 천추태후                     | 후보 |
| 2012 | SBS 연기대상                   | 10대 스타상                        | 다섯 손가락                  | 수상 |
| 2012 | SBS 연기대상                   | 프로듀서상                         | 다섯 손가락                  | 수상 |
| 2012 | SBS 연기대상                   | 주말/연속극부문 여자 최우수연기상  | 다섯 손가락                  | 후보 |
| 2012 | SBS 연기대상                   | 대상                               | 다섯 손가락                  | 후보 |
| 2015 | 제4회 에이판 스타 어워즈       | 장편드라마부문 여자 최우수연기상   | 착하지 않은 여자들           | 후보 |
| 2015 | KBS 연기대상                   | 중편드라마부문 여자 우수연기상     | 착하지 않은 여자들           | 후보 |
| 2015 | KBS 연기대상                   | 여자 최우수연기상                  | 착하지 않은 여자들           | 수상 |
| 2015 | KBS 연기대상                   | 대상                               | 착하지 않은 여자들           | 후보 |
| 2018 | 제6회 아시아태평양 스타 어워즈 | 장편드라마부문 여자 최우수연기상   | 이별이 떠났다                | 후보 |
| 2018 | MBC 연기대상                   | 주말특별기획부문 여자 최우수연기상 | 이별이 떠났다                | 수상 |
| 2018 | MBC 연기대상                   | 대상                               | 이별이 떠났다                | 후보 |
| 2019 | MBC 연기대상                   | 수목드라마부문 여자 최우수연기상   | 더 뱅커                      | 후보 |

### 기타
- 1993년 - 제30회 저축의 날 대통령 표창
- 1998년 - 제32회 조세의 날 재정경제부 장관 표창
- 2007년 - 《희망 2007 이웃사랑 유공자 포상식》 한덕수 국무총리 표창
- 2012년 - 여성가족부 감사패
- 2012년 - 제1회 행복나눔인상 보건복지부장관상
- 2012년 - 가정의 달 및 부부의 날 가족홍보대사 감사패
- 2024년 - 2024 대한민국무용대상&대한민국의무용인의 밤 특별공로상

### 여론조사 결과
- 1994년 하반기 리스피아르 여론조사 좋아하는 여배우 1위
- 1995년 MBC 우정의 무대 조사 군인들이 가장 좋아하는 여배우 1위
- 1995년 상반기 리스피아르 여론조사 좋아하는 여배우 1위
- 1997년 하반기 리스피아르 여론조사 좋아하는 여배우 1위
- 1997년 결혼정보업체 듀오 조사 결혼하고 싶은 여자연예인 1위
- 1998년 상반기 리스피아르 여론조사 좋아하는 여배우 2위
- 1998년 하반기 리스피아르 여론조사 좋아하는 여배우 2위
- 1999년 상반기 리스피아르 여론조사 좋아하는 여배우 6위
- 1999년 하반기 리스피아르 여론조사 좋아하는 여배우 4위
- 1999년 리스피아르 조사 90~99년 결산 여배우 인기 순위 종합 3위
- 2000년 상반기 리스피아르 여론조사 좋아하는 여배우 3위
- 2000년 하반기 리스피아르 여론조사 좋아하는 여배우 4위
- 2003년 상반기 리스피아르 여론조사 좋아하는 여배우 8위
- 2004년 상반기 리스피아르 여론조사 좋아하는 여배우 5위
- 2004년 하반기 리스피아르 여론조사 좋아하는 여배우 6위
- 2005년 상반기 리스피아르 여론조사 좋아하는 여배우 8위
- 2005년 하반기 리스피아르 여론조사 좋아하는 여배우 10위
- 2006년 상반기 리스피아르 여론조사 좋아하는 여배우 10위

## 가족 관계
- 고조부 : 석강 채용신
- 배우자 : 김태욱 (1969년 9월 5일 ~ )
  - 딸 : 김채니 (2001년 7월 7일 ~ )
  - 아들 : 김채민 (2007년 11월 5일 ~ )
- 여동생 : 채국희 (1970년 9월 18일 ~ )